# Alexandrovy ostrovy

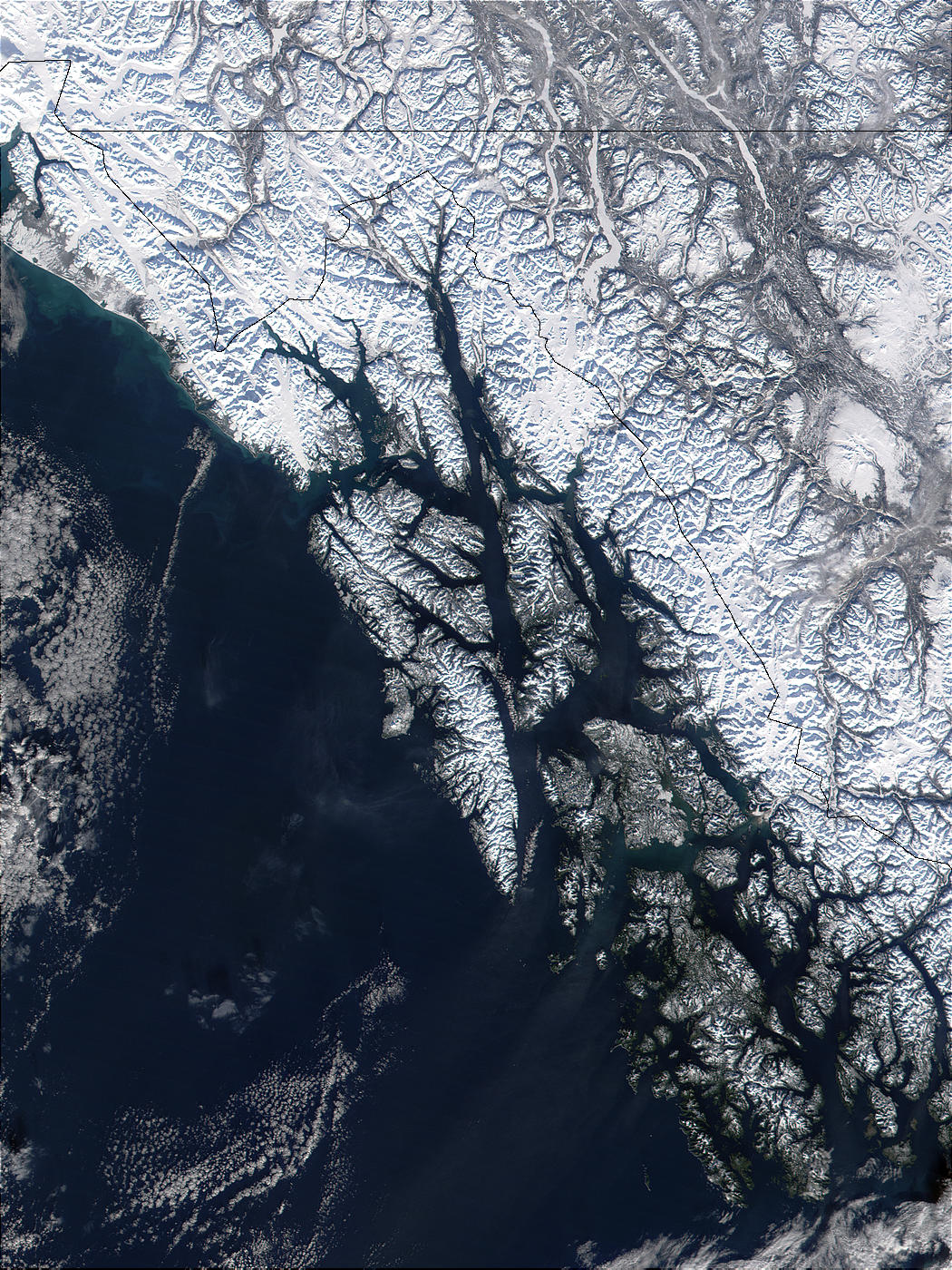
Pohled na souostroví z vesmíru (snímek NASA)

Alexandrovy ostrovy jsou souostrovím tvořeným více než tisícem ostrovů táhnoucích se 500 km podél jihovýchodního pobřeží Aljašky. Jednotlivé ostrovy jsou tvořeny vrcholy ponořených pobřežních hor, které strmě stoupají ze dna Tichého oceánu. Ostrovy jsou od pevniny i od sebe navzájem odděleny hlubokými fjordy a průlivy.
Jsou hustě porostlé stálezelenými deštnými lesy mírného pásma a jejich břehy bývají strmé a nepravidelné; na většinu z nich je možné se dostat pouze lodí nebo letadlem. Na jejich území se rozkládá Tongasský národní les (Tongass National Forest) a je možné zde spatřit mnoho divokých zvířat. Nejznámějším z nich je poddruh vlka Canis lupus ligoni, který je endemitem jihovýchodního pobřeží Aljašky. Největším ostrovem souostroví je Ostrov prince Waleského (Prince of Wales Island) s rozlohou 6674 km² a se zhruba 6000 obyvateli. Dvěma největšími městy na ostrovech jsou Ketchikan na ostrově Revillagigedo a Sitka na ostrově Baranof. Hlavními zdroji obživy jsou turismus, rybolov a dřevařství.

## Historie
Ostrovy byly osídleny indiánskými kmeny Tlingit a Kaigani Haida. V pozdním 19. století se z Britské Kolumbie přesunuli do této oblasti zástupci kmene Tsimshian.
Prvním Evropanem, který ostrovy navštívil, byl v roce 1741 ruský mořeplavec Alexej Iljič Čirikov, který spatřil břehy několika ostrovů tvořících Alexandrovy ostrovy. V letech 1793 a 1794 uskutečnil rozsáhlý průzkum souostroví George Vancouver se svými muži. Ostrovy byly na začátku 19. století centrem námořního obchodu s kožešinami. V roce 1867 se uskutečnila dohoda o prodeji Aljašky mezi Ruským impériem a Spojenými státy americkými a ostrovy se staly součástí USA. Podle Aljašského slovníku místních jmen (Dictionary of Alaska Place Names) Donalda Orthe byly ostrovy pojmenovány při mapování v roce 1867 na počest cara Alexandra II.